# Lockheed Martin SR-72
Lockheed Martin SR-72 (позивний: «Син Blackbird») — американський гіперзвуковий БПЛА, призначений для розвідки, спостереження і розпізнавання, запропонований компанією Lockheed Martin у 2013 році як наступник списаного Lockheed SR-71 Blackbird. У 2018 році керівництво компанії заявило, що випробувальний апарат SR-72 може піднятися в повітря до 2025 року і надійти на озброєння у 2030-х роках.

## Історія

### Участь NASA з 2014 року
У грудні 2014 року NASA уклало з компанією Lockheed Martin контракт на вивчення можливості створення силової установки SR-72 з використанням наявних технологій турбінних двигунів. Контракт на суму 892 292 доларів США (~1,13 млн доларів США у 2023 році) фінансує проєктне дослідження для визначення дієздатності силової установки TBCC (англ. Turbine Based Combined Cycle; Комбінований цикл на основі турбін) шляхом поєднання одного з декількох наявних турбінних двигунів з дворежимним реактивним двигуном з дуже низькою швидкістю запалювання з подвійним режимом реактивного руху DMRJ (англ. Dual Mode Ramjet; Здвоєний прямоточний повітряно-реактивний двигун). Раніше NASA фінансувало дослідження компанії Lockheed Martin, яке показало, що швидкості до 7 Махів можна досягти за допомогою дворежимного двигуна, що поєднує турбінні та реактивні технології. Проблемою гіперзвукового руху завжди був розрив між найвищою швидкістю турбореактивного двигуна (приблизно 2,2 Маха) і найнижчою швидкістю гіперзвукового прямоточного повітряно-реактивного двигуна (4 Маха). Типові турбінні двигуни не можуть досягти достатньо високих швидкостей для того, щоб гіперзвуковий прямоточний повітряно-реактивний двигун міг перехопити ініціативу і продовжити прискорення. У спільному дослідженні NASA та Lockheed Martin розглядається можливість створення швидшого турбінного двигуна або прямоточного повітряно-реактивного двигуна, який може функціонувати на повільнішому проміжку польоту турбінного двигуна; DARPA HTV-3X продемонстрував низькошвидкісний реактивний двигун (Dual Mode Ramjet), який може працювати на швидкості нижче 3 Махів. Наявні турбовентиляторні двигуни, що живлять реактивні винищувачі та інші експериментальні конструкції, розглядаються на предмет модифікації. Якщо дослідження буде успішним, NASA профінансує демонстраційний зразок для випробування DMRJ на льотно-дослідницькому апараті. Aerojet Rocketdyne отримала контракт на суму 1 099 916 доларів США від Дослідницького центру NASA ім. Гленна 15 грудня 2014 року під час переходу на новий режим. Обидві фірми співпрацюють над створенням силової установки з турбінним комбінованим циклом (TBCC), з планами розпочати розробку гіперзвукового демонстратора SR-72 у 2018 році, а перший політ очікується у 2023 році. У березні 2016 року генеральний директор Lockheed Martin Г'юсон заявила, що компанія стоїть на межі до технологічного прориву, який дозволить її концептуальному гіперзвуковому літаку SR-72 досягти швидкості 6 Махів. Вона сказала, що гіперзвуковий демонстраційний літак розміром з винищувач-невидимку F-22 може бути побудований менш ніж за 1 мільярд доларів.

### 2017 до тепер
У червні 2017 року Lockheed Martin оголосила, що програма SR-72 завершить розробку до початку 2020-х років, запевняючи про максимальну швидкість понад 6 Махів. Виконавчий віцепрезидент Роб Вайс заявив: «Ми говоримо, що до гіперзвуку залишилося два роки, протягом останніх 20 років, але я можу сказати, що технологія дозріла, і ми, з DARPA і службами, наполегливо працюємо над якнайшвидшою передачею цієї можливості у руки наших бійців».
У січні 2018 року віцепрезидент Lockheed Джек О'Баніон виступив з презентацією, в якій відзначив досягнення в адитивному виробництві та комп'ютерному моделюванні, заявивши, що п'ять років тому створення літака було б неможливим, а зараз 3D-друк дозволив вбудувати систему охолодження у двигун.
У лютому 2018 року Орландо Карвальо, виконавчий віцепрезидент з аеронавтики компанії Lockheed Martin, спростував повідомлення про розробку SR-72, заявивши, що жоден SR-72 не був створений. Але додав, що гіперзвукові дослідження сприяють розробці подібної зброї. «Врешті-решт, коли ця технологія дозріє, вона може у підсумку дозволити розробити багаторазовий транспортний засіб. До цього ми могли говорити про нього як про подібний до SR-72, але зараз ми використовуємо термін багаторазовий апарат», — сказав Орландо.
У листопаді 2018 року Lockheed Martin заявила, що запуск прототипу SR-72 запланований до 2025 року. Крім того, компанія заявила, що літак буде обладнаний для стрільби гіперзвуковими ракетами. SR-72 може надійти на озброєння у 2030-х роках.

## У культурі
- На початку фільму Найкращий стрілець: Маверік головний герой з позивним Меверік пілотує випробувальну версію цього літака, названу Darkstar (укр. Темна зоря), за сюжетом фільму, після сцен випробування, перспектива проєкту літака опиняється під питанням через розвиток галузі безпілотників на полі бою та їхні ефективні переваги.
- Ігрова модель SR-72 (Darkstar) наявна в авіасимуляторі Microsoft Flight Simulator у складі додаткового завантажувального контенту, присвяченого фільмові Найкращий стрілець: Маверік.
- Та сама модель вигаданого літака, Darkstar, натхненний програмою SR-72, була додана в аркадний симулятор Ace Combat 7: Skies Unknown[en] як додатковий контент, на честь фільму Найкращий стрілець: Маверік.